# Лажтек
Лажтек (словац. Lažtek) — річка в Словаччині, права притока Іляновянки, протікає в окрузі Ліптовський Мікулаш.
Довжина приблизно 3.9-5.5 км. Витік знаходиться в масиві Низькі Татри (частина Дюмберські Татри) — схил гори Полудниця — на висоті близько 945 метрів. Протікає територією села Заважна Поруба і міста Ліптовський Мікулаш (міська частина Іляново).
Впадає в Іляновянку на висоті приблизно 585—590 метрів.